# Eupristina masoni
Eupristina masoni är en stekelart som beskrevs av Saunders 1882. Eupristina masoni ingår i släktet Eupristina och familjen fikonsteklar. Inga underarter finns listade i Catalogue of Life.